# Pseudanthias rubrizonatus
Pseudanthias rubrizonatus es una especie de peces de la familia Serranidae en el orden de los Perciformes.

## Morfología
• Los machos pueden llegar alcanzar los 12 cm de longitud total.

## Hábitat
Es un pez  de mar de clima tropical y asociado a los  arrecifes de coral que vive entre 20-133 m de profundidad.

## Distribución geográfica
Se encuentra desde el Mar de Andaman hasta las Islas Salomón, el sur del Japón, el noroeste de Australia y la Gran Barrera de Coral.